# Le Colonel Durand
Pour plus de détails, voir Fiche technique et Distribution.
Le Colonel Durand est un film français réalisé par René Chanas et sorti en 1948.

## Synopsis
Bertrand de Lormoy confie au colonel Durand qu'il est amoureux de Renée de Ponthiers. Le colonel fait la connaissance de cette dernière dans une soirée et passe la nuit avec elle.
Bertrand de Lormoy l'ayant appris, provoque le colonel en duel mais il y est gravement blessé.
Quelque temps plus tard, le colonel Durand fait la connaissance d'une jeune veuve, Isabelle Patrizzi, dont il tombe amoureux. Mais il doit partir en campagne. Il est blessé à la bataille d'Iéna.
À peine guéri, il part rejoindre Isabelle : il découvre qu'elle est la sœur de Renée de Ponthiers et qu'elle nourrissait un désir de vengeance.

## Fiche technique
- Titre : Le Colonel Durand
- Réalisation : René Chanas
- Scénario : René Chanas, d'après le roman éponyme[1] de Jean Martet
- Photographie : Roger Dormoy
- Montage : Denise Baby et Claude Nicole
- Musique : Jean Martinon
- Son : Robert Teisseire
- Décors : Pierre Marquet
- Société de production : Acteurs et Techniciens français
- Pays de production :  France
- Langue :  Français
- Format : Noir et blanc — 35 mm — 1,37:1 — Son : Mono
- Genre : Film dramatique, Film historique, Film romantique[2]
- Durée : 110 minutes (1h50)[2]
- Date de sortie : 
  - France : 25 août 1948

## Distribution
- Paul Meurisse : Le colonel d'empire Gérard Durand
- Michèle Martin : Isabelle Patrizzi
- Louis Seigner : Le commandant Milhaud
- Robert Favart : Bertrand de Lormoy
- Liliane Bert : Mme Hélié
- Frédérique Nadar : Renée de Ponthiers
- Rachel Devirys : Mme Nieburger
- Albert Dinan : Raffart, ordonnance du colonel
- Manuel Gary : Bontemps
- Léonce Corne : Le baron importun
- Jean d'Yd: père Kreutzel, logeur du colonel
- Howard Vernon
- Roger Pierre : un soldat [3]